# آتمان زرادشت هانیش

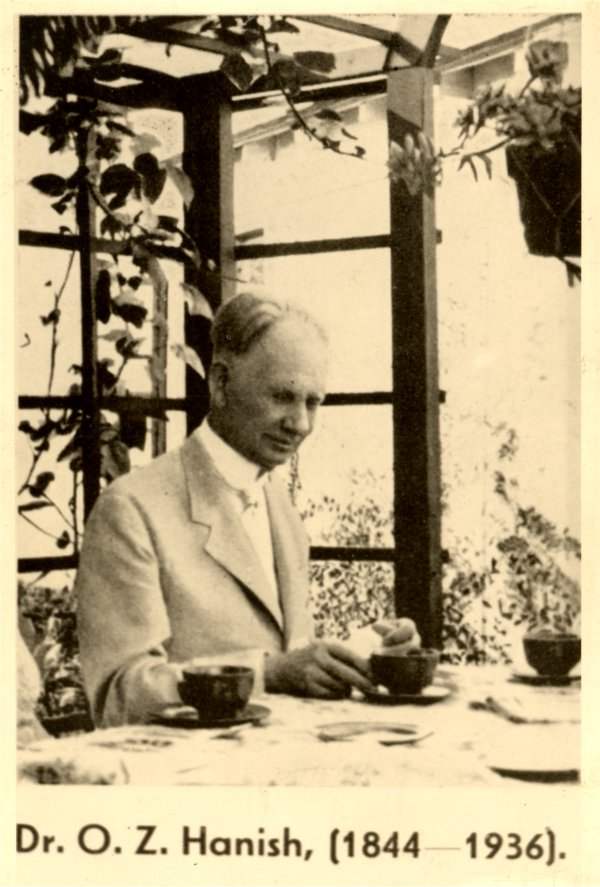
آتُمان زَرادُشت هانیش

آتُمان زَرادُشت هانیش (۱۸۵۶؟ تا ۲۹ فوریه ۱۹۳۶ میلادی) بشارت دهندهٔ جنبشِ دینیِ مَزدَزنان است. زادگاهِ وی در منابع، به‌درستی تأیید نشده و تاریخ‌های متفاوتی در اسنادِ گوناگون در این مورد ذکر شده‌است. به گفته برخی منابع، وی با نامِ اُتو هانیش به‌دنیا آمد و از مهاجرانِ آلمانیِ پوزنان بوده‌است. وی در ۲۹ فوریه ۱۹۳۶ میلادی در لس آنجلس درگذشت و در زندگی، گیاه‌خوار بود.

## کتاب‌های او
- Omar Khayyam in His Rubaiyat: With a True History, Life, and Biography of the Persian Poet, Astronomer and Statesman (ترجمه فارسی: عمر خیام در رباعیات خود: تاریخ واقعی، زندگی و بیوگرافی شاعر فارسی، ستاره‌شناس و دولتمرد)
- Ainyahita in Pearls (ترجمه فارسی: آناهیتا در مروارید)
- Mazdaznan Dietetics and Cookery Book (ترجمه فارسی: کتاب غذا و آشپزی مزدازنان)
- Ever Creative Thought (ترجمه فارسی: ذهن همیشه خلاق)
- Mazdaznan Health and Breath Culture (ترجمه فارسی: فرهنگ سلامت و تنفس مزدازنان
- The Philosophy of Mazdaznan (ترجمه فارسی: فلسفه مزدازنان)
- Inner Studies: A Course of Twelve Lessons (ترجمه فارسی: مطالعات درونی: دوره ای از دوازده درس)
- Mazdaznan: the power of breath (ترجمه فارسی: مزدازنان: قدرت تنفس)